# Estação Notre-Dame-de-Lorette
Notre-Dame-de-Lorette é uma estação da linha 12 do Metrô de Paris, localizada no 9.º arrondissement de Paris.

## História
A estação foi aberta em 5 de novembro de 1910. Ela foi o terminal da linha até 8 de abril de 1911, data em que é estendido para o norte para Pigalle.
Ele serve a Igreja de Notre-Dame-de-Lorette a qual deve o seu nome, que faz referência à cidade italiana de Loreto (Lorette), onde se encontra a Santa Casa de Loreto na qual haveria de nascer Maria, a mãe de Jesus.
A estação foi renovada em estilo "Andreu-Motte" azul em telhas planas em 1984.
Ele viu entrar 3 007 196 passageiros em 2013, o que a coloca na 178ª posição das estações de metrô por sua frequência em 302.

## Serviços aos Passageiros

### Acessos
A estação possui dois acessos no nº 3 da rue Bourdaloue, perto da Igreja de Notre-Dame-de-Lorette.

### Plataformas

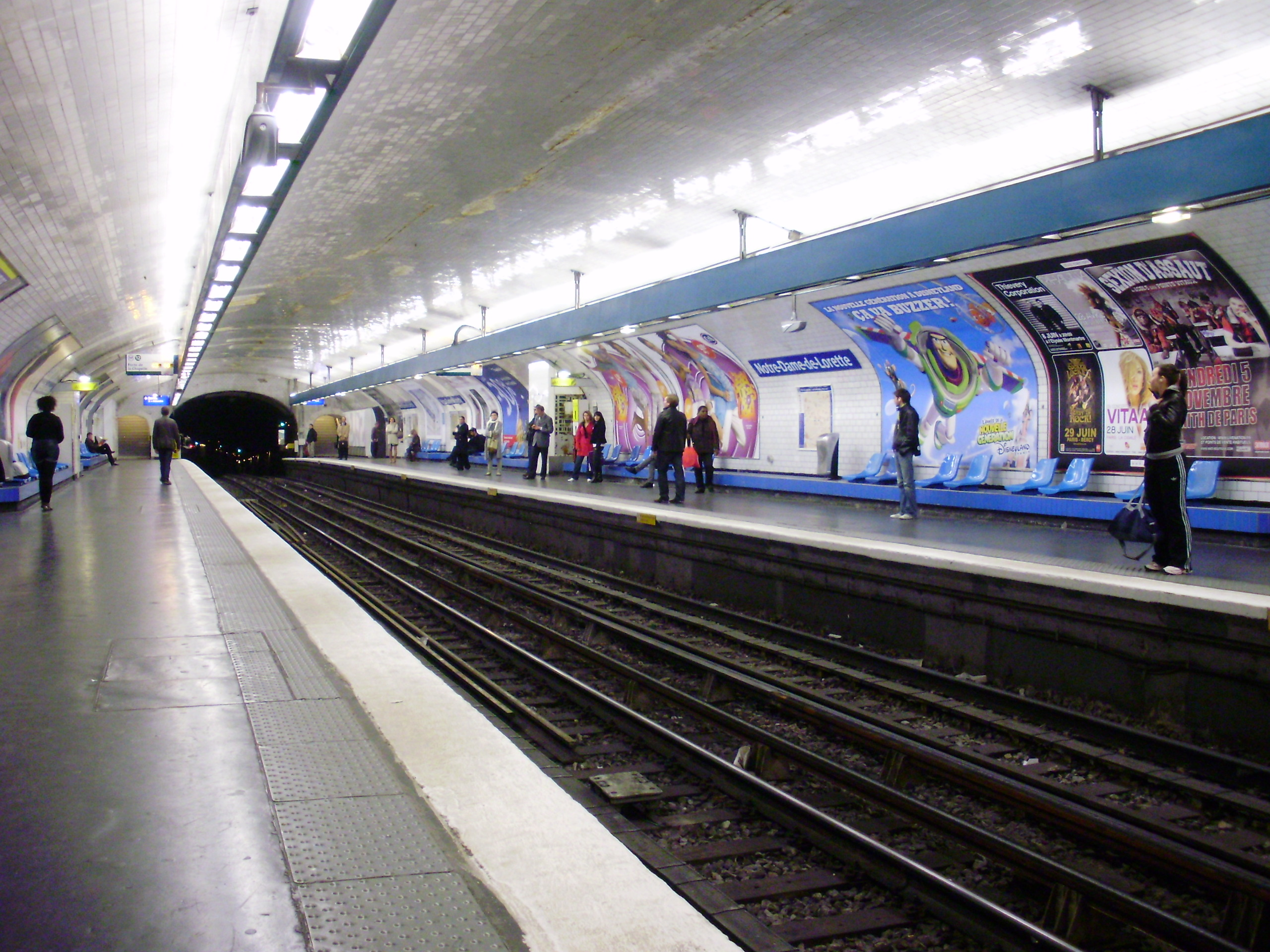
As plataformas da estação

Notre-Dame-de-Lorette é uma estação de configuração padrão: ele possui duas plataformas laterais separadas pelas duas vias do metrô e a abóbada é elíptica. Os pés-direitos são verticais, característica das estações da Nord-Sud. As plataformas são decoradas em estilo "Andreu-Motte" com uma rampa luminosa azul e bancos em telhas azuis planas. Os pés-direitos, a abóbada e os tímpanos são tratados em telhas brancas planas, enquanto que as saídas dos corredores são em telhas brancas biseladas clássicas. Os quadros publicitários são metálicos e o nome da estação é inscritos em placas esmaltadas em fonte Parisine. Caso único de uma estação de estilo "Andreu-Motte" tendo preservado seus bancos em telhas, estes últimos são equipados com assentos "Akiko" azuis, em substituição aos assentos "Motte" de origem também de cor azul.

### Intermodalidade
A estação é servida pelas linhas 26, 32, 42, 43, 67, 74 e 85 da rede de ônibus RATP.
Além disso, é possível alcançar pela via pública a estação Le Peletier da linha 7, muito próxima. Esta correspondência não é sistematicamente indicado nos trens ou nas estações das duas linhas.

## Pontos turísticos
- Igreja de Notre-Dame-de-Lorette
- Grande Sinagoga de Paris